# 2001 Maniacs
2001 Maniacs – amerykański film fabularny z 2005 roku, stanowiący hybrydę horroru gore oraz czarnej komedii. Remake kultowego filmu Two Thousand Maniacs! (1964) w reżyserii Herschella Gordona Lewisa. Obraz napisał i wyreżyserował Tim Sullivan, w rolach głównych wystąpili Robert Englund, Lin Shaye i Jay Gillespie. Premiera filmu nastąpiła w lipcu 2005 podczas Fantasia Film Festival. W 2006 dystrybucją projektu zajęła się firma Lions Gate Entertainment. W roku 2010 wydano sequel filmu zatytułowany Zemsta Południa (2001 Maniacs: Field of Screams).

## Opis fabuły
Podczas ferii wiosennych grupa studentów gubi się na prowincji Georgii i trafia do odizolowanego miasteczka Pleasant Valley, gdzie ma się niebawem odbyć huczna impreza, hołdująca wojnie secesyjnej i historii Stanów Zjednoczonych. Wśród młodych ludzi znajdują się: trójka rozerotyzowanych chłopców, biseksualista i jego dwie przyjaciółki, a także para motocyklistów. Nikt nie zdaje sobie sprawy, że mieszkańcy wioski są duchami osadników pomordowanych podczas XIX-wiecznej wojny, którzy szukają krwawej zemsty za poniesioną śmierć.

## Obsada
- Robert Englund − burmistrz George W. Buckman
- Lin Shaye − Babcia Boone
- Jay Gillespie − Anderson Lee
- Marla Malcolm − Joey
- Giuseppe Andrews − Harper Alexander
- Brian Gross − Ricky
- Mushond Lee − Malcolm
- Matthew Carey − Cory Jones
- Peter Stormare − profesor Ackerman
- Brendan McCarthy − Rufus
- Gina Marie Heekin − Kat
- Bianca Smith − Leah
- Dylan Edrington − Nelson Elliot
- Ryan Fleming − Hucklebilly Boone
- Adam Robitel − Lester
- Christa Campbell − Milk Maiden
- Wendy Kremer − Peaches
- Cristin Michele − Glendora
- Kodi Kitchen − Hester
- Eli Roth − Justin, autostopowicz
- Kane Hodder − Jason